# Megavatna ura
Megavatna ura (oznaka MWh) je fizikalna enota za delo in energijo (1 MWh = 3.600.000.000 J). Ena MWh ustreza delu ali toploti, ki jo porabnik z močjo 1 MW v času 1 ure oda, torej 3600 s (po enačbi A = P * t sledi 1.000.000 W * 3600 s = 3.600.000.000 J). Uporablja se pri obračunu porabe toplotne energije v daljinskih sistemih ogrevanja, .